# Madalena de Médici
Maria Madalena Romola de Médici (Florença, 25 de julho de 1473 – Roma, 2 de dezembro de 1519) foi a filha de Lourenço de Médici e Clarice Orsini.

## Biografia
Nascida em Florença, foi educada com seus irmãos para as culturas humanísticas por figuras como Angelo Poliziano. Em 25 de fevereiro de 1487, se casou com Franceschetto Cybo, filho do Papa Inocêncio VIII. A partir daí, Madalena viveu em Roma, mas, após a morte de seu pai (1492), residiu também na Toscana e Ligúria.
Madalena viveu principalmente em Roma após a eleição de seu irmão Giovanni como Papa Leão X, e lá morreu em 1519. Ela foi sepultada na Basílica de São Pedro, por ordem de seu primo, o Papa Clemente VII.

## Descendência
Franceschetto e Madalena tiveram seis filhos:
1. Clarice Cybo (1490–1492) nascida deficiente e morta na infância;
2. Inocêncio (1491–1550), Cardeal;
3. Lourenço (1500–1549) Duque de Ferentillo, casado com Ricarda Malaspina e fundou a Casa de Cybo-Malaspina;
4. Catarina (1501–1557), casada com João Maria de Varano, Duque de Camerino;
5. Hipólita (1503–1503);
6. João Batista (1505–1550), Bispo de Marselha.